# ليندا لوبيز
ليندا لوبيز (بالإنجليزية: Lynda Lopez)‏ هي صحفية أمريكية، ولدت في 14 يونيو 1971 في ذا برونكس في الولايات المتحدة.

## وصلات خارجية
- ليندا لوبيز على موقع IMDb (الإنجليزية)
- ليندا لوبيز على موقع قاعدة بيانات الفيلم (الإنجليزية)